# Зукру, Танги
Танги́ Ксавье́ Банье́ Зукру́ (фр. Tanguy Xavier Banhie-Zoukrou; род. 7 мая 2003, Ле-Шене) — французский футболист малийского происхождения, защитник клуба «Янг Бойз».

## Клубная карьера
Зукру — воспитанник клубов «Плаисир», «Булонь-Бийанкур» и «Труа». 7 августа 2021 года матче против «Пари Сен-Жермен» он дебютировал Лиге 1 в составе последнего.